# GDDR5
Ne doit pas être confondu avec DDR5 SDRAM.
La GDDR5 SDRAM (Graphics Double Data Rate, version 5) est un type de mémoire pour carte graphique qui se présente comme le successeur de la GDDR4. Elle est disponible depuis juin 2008 pour le grand public dans certaines cartes graphiques de la firme ATI Technologies ainsi que dans toutes les cartes haut de gamme NVidia.

## Historique
Hynix Semiconductor a introduit dans l’industrie la première barrette de 1 Gio de GDDR5, supportant une bande passante de 20 Go/s sur un bus de 32 octets, ce qui autorise des configurations de mémoire de 1 Gio à 160 Go/s avec seulement 8 circuits sur un bus de 256 bits.

## Adoption
Depuis juin 2008 lors de la sortie des cartes graphiques Radeon HD 4850 et 4870, la GDDR5 est utilisée dans les ATI Radeon à partir du milieu de gamme. La mémoire Qimonda offre une fréquence de 1,8 GHz dans ce dernier modèle.
La firme Nvidia a commercialisé cette mémoire graphique en juin 2009 en sortant le GT216.
La PlayStation 4 de Sony utilise 8 Gigaoctets de GDDR5, alors que sa rivale, la Xbox One de Microsoft, utilise la même quantité de DDR3, ce qui donnerait un avantage à la première.

## GDDR5X
En janvier 2016, le JEDEC a standardisé la SGRAM GDDR5X. La GDDR5X vise une vitesse de transfert de 10 à 14 Gbit/s par broche, le double de la GDDR5. Essentiellement, elle offre la possibilité au contrôleur de mémoire d'utiliser soit un mode double data rate qui a une mémoire tampon de prélecture de 8n, soit un mode quad data rate qui a une mémoire de prélecture de 16n. La GDDR5 a seulement un mode double data rate et une mémoire de prélecture de 8n. La GDDR5X possède également 190 broches par puce (190 BGA). Par comparaison, la GDDR5 standard a 170 broches par puce (170 BGA). Elle nécessite donc un PCB modifié.

### Commercialisation

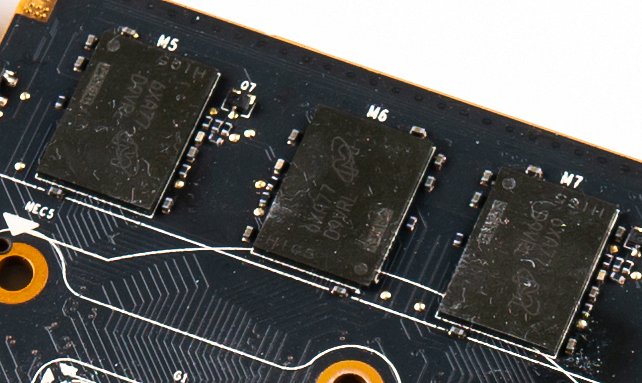
GDDR5X sur la carte graphique 1080 Ti

Micron Technology a commencé à échantillonner les puces GDDR5X en mars 2016, et a commencé la production de masse en mai 2016.
Nvidia a officiellement annoncé la première carte graphique utilisant la GDDR5X, la GeForce GTX 1080 basée sur l'architecture Pascal le 6 mai 2016. Les cartes graphiques utilisant la GDDR5X furent ensuite la Nvidia Titan X le 21 juillet 2016, la GeForce GTX 1080 Ti le 28 février 2017 et la Nvidia Titan Xp le 6 avril 2017.